# Deltocephalus biermani
Deltocephalus biermani är en insektsart som beskrevs av Blöte 1927. Deltocephalus biermani ingår i släktet Deltocephalus och familjen dvärgstritar. Inga underarter finns listade i Catalogue of Life.